# Calathea poeppigiana
Calathea poeppigiana är en strimbladsväxtart som beskrevs av Ludwig Eduard Loesener och H.Kenn. Calathea poeppigiana ingår i släktet Calathea och familjen strimbladsväxter. Inga underarter finns listade.